# Lapinura divae
Lapinura divae is een slakkensoort uit de familie van de Runcinidae. De wetenschappelijke naam van de soort werd voor het eerst geldig gepubliceerd in 1963 door Ev. Marcus & Er. Marcus als ldica divae.